# Francis Coquelin
Francis Coquelin (Laval, 13 mei 1991) is een Frans betaald voetballer die doorgaans als verdedigende middenvelder speelt. Hij tekende in augustus 2020 een contract tot 2024 bij Villarreal CF, dat circa €13.000.000,- voor hem betaalde aan Valencia CF.

## Clubcarrière
Coquelin begon met voetballen in de jeugd van de lokale club AS du Bourny. Na vijf jaar daar werd hij opgenomen in de jeugdopleiding van Stade Lavallois, die hij in juli 2008 verruilde voor die van Arsenal. Coquelin debuteerde voor het eerste van Arsenal in een wedstrijd in de voorbereiding op het seizoen 2007/08 tegen Barnet. Zijn officiële debuut volgde op 23 september 2008, in een met 6-0 gewonnen wedstrijd tegen Sheffield United. Hij verving Fran Mérida in een wedstrijd voor de League Cup.
Arsenal verhuurde Coquelin in het seizoen 2010/11 aan Lorient. Hiervoor speelde hij dat jaar 24 wedstrijden in de Ligue 1, waarbij hij één doelpunt maakte. Lorient-coach Christian Gourcuff wilde Coquelin opnieuw huren in het seizoen 2011/12, maar Arsenal haalde Coquelin terug.
Coquelin speelde op 28 augustus 2011 zijn eerste Premier League-wedstrijd voor Arsenal, tegen Manchester United. Die werd met 8-2 verloren. Zijn tweede wedstrijd was tegen Tottenham Hotspur, die Tottenham met 1-2 won. Coquelin werd wel voor de eerste keer uitgeroepen als man van de match. Hij maakte op 6 december 2011 zijn debuut in de UEFA Champions League, tegen Olympiakos Piraeus.
Arsenal verhuurde Coquelin in juli 2013 voor een jaar aan SC Freiburg, waarmee hij in de Bundesliga ging spelen. Hij maakte zijn eerste doelpunt voor de club tijdens een 2-1 overwinning op Slovan Liberec. In november 2014 werd Coquelin voor een maand verhuurd aan Charlton Athletic. De huurovereenkomst zou normalerwijs in december verlengd worden, maar door blessures besliste Arsenal om Coquelin terug te roepen.

### Doorbraak bij Arsenal
Coquelin mocht voor de eerste keer in 23 maanden een wedstrijd beginnen bij Arsenal, tegen West Ham United. Arsenal won die wedstrijd met 1-2. Hij speelde in het restant van het seizoen 2014/15 nog 21 competitiewedstrijden en verschillende duels in de FA Cup en UEFA Champions League. Na afloop van het seizoen 2014-2015 werd hij tweede in de jaarlijkse poll van de Arsenal-supporters bij het verkiezen van de Speler van het Jaar. Coquelin won op 30 mei 2015 met Arsenal als basisspeler de FA Cup, door de finale die dag met 4-0 te winnen van Aston Villa.

## Clubstatistieken
| Seizoen | Club                | Land               | Competitie       | Competitie | Competitie | Beker | Beker | Internationaal | Internationaal | Overige | Overige | Totaal | Totaal |
| Seizoen | Club                | Land               | Competitie       | Wed.       | Dlp.       | Wed.  | Dlp.  | Wed.           | Dlp.           | Wed.    | Dlp.    | Wed.   | Dlp.   |
| ------- | ------------------- | ------------------ | ---------------- | ---------- | ---------- | ----- | ----- | -------------- | -------------- | ------- | ------- | ------ | ------ |
| 2008/09 | Arsenal FC          | Vlag van Engeland  | Premier League   | 0          | 0          | 1     | 0     | 0              | 0              | —       | —       | 1      | 0      |
| 2009/10 | Arsenal FC          | Vlag van Engeland  | Premier League   | 0          | 0          | 3     | 0     | 0              | 0              | —       | —       | 3      | 0      |
| 2010/11 | → FC Lorient        | Vlag van Frankrijk | Ligue 1          | 24         | 1          | 1     | 0     | —              | —              | —       | —       | 25     | 1      |
| 2011/12 | Arsenal FC          | Vlag van Engeland  | Premier League   | 10         | 0          | 6     | 0     | 1              | 0              | —       | —       | 17     | 0      |
| 2012/13 | Arsenal FC          | Vlag van Engeland  | Premier League   | 11         | 0          | 5     | 0     | 6              | 0              | —       | —       | 22     | 0      |
| 2013/14 | → SC Freiburg       | Vlag van Duitsland | Bundesliga       | 16         | 0          | 3     | 0     | 5              | 1              | —       | —       | 24     | 1      |
| 2014/15 | Arsenal FC          | Vlag van Engeland  | Premier League   | 0          | 0          | 1     | 0     | 0              | 0              | 0       | 0       | 1      | 0      |
| 2014/15 | → Charlton Athletic | Vlag van Engeland  | Championship     | 5          | 0          | 0     | 0     | —              | —              | —       | —       | 5      | 0      |
| 2014/15 | Arsenal FC          | Vlag van Engeland  | Premier League   | 22         | 0          | 5     | 0     | 2              | 0              | 0       | 0       | 29     | 0      |
| 2015/16 | Arsenal FC          | Vlag van Engeland  | Premier League   | 26         | 0          | 2     | 0     | 6              | 0              | 1       | 0       | 35     | 0      |
| 2016/17 | Arsenal FC          | Vlag van Engeland  | Premier League   | 29         | 0          | 4     | 0     | 6              | 0              | —       | —       | 39     | 0      |
| 2017/18 | Arsenal FC          | Vlag van Engeland  | Premier League   | 7          | 0          | 2     | 0     | 4              | 0              | 0       | 0       | 13     | 0      |
| 2017/18 | Valencia CF         | Vlag van Spanje    | Primera División | 9          | 1          | 2     | 0     | —              | —              | —       | —       | 11     | 1      |
| 2018/19 | Valencia CF         | Vlag van Spanje    | Primera División | 26         | 0          | 5     | 0     | 11             | 0              | —       | —       | 42     | 0      |
| 2019/20 | Valencia CF         | Vlag van Spanje    | Primera División | 26         | 0          | 3     | 0     | 6              | 0              | 1       | 0       | 36     | 0      |
| 2020/21 | Villarreal CF       | Vlag van Spanje    | Primera División | 22         | 0          | 3     | 0     | 7              | 0              | —       | —       | 32     | 0      |
| Totaal  | Totaal              | Totaal             | Totaal           | 233        | 2          | 46    | 0     | 54             | 1              | 2       | 0       | 335    | 3      |

## Erelijst
| Competitie            |         |                  |         |         |
| Competitie            | Aantal  | Jaren            |         |         |
| Arsenal               | Arsenal | Arsenal          | Arsenal | Arsenal |
| --------------------- | ------- | ---------------- | ------- | ------- |
| FA Cup                | 2x      | 2014/15, 2016/17 |         |         |
| FA Community Shield   | 1x      | 2015             |         |         |
| Valencia CF           |         |                  |         |         |
| Copa del Rey          | 1x      | 2018/19          |         |         |
| Villarreal            |         |                  |         |         |
| UEFA Europa League    | 1x      | 2020/21          |         |         |
| Frankrijk –19         |         |                  |         |         |
| Europees kampioen –19 | 1x      | 2010             |         |         |

1 Júnior ·
2 Costa ·
3 Albiol  ·
4 Bailly ·
5 Kambwala ·
6 Suárez ·
7 Moreno ·
8 Foyth ·
10 Parejo ·
11 Akhomach ·
12 Bernat ·
13 Conde ·
14 Comesaña ·
15 Barry ·
16 Baena ·
17 Femenía ·
18 Gueye ·
19 Pépé ·
20 Terrats ·
21 Pino ·
22 Pérez ·
23 Cardona ·
24 Pedraza ·
31 Álvarez ·
Coach: Marcelino